# Nyborgs naturreservat
Nyborgs naturreservat är ett naturreservat i Uppsala kommun i Uppsala län.
Området är naturskyddat sedan 2022 och är 15 hektar stort. Reservatet ligger väster om Uppsala och består av kalkbarrskog.